# ルドヴィート・ライテル
ルドヴィート・ライテル（スロベニア語: Ľudovít Rajter, 1906年7月30日 ペジノク – 2000年7月6日 ブラティスラヴァ）はスロヴァキアの指揮者・作曲家。

## 略歴
ブラティスラヴァ市立音楽学校で最初の音楽教育を受け、アレクサンデル・アルブレヒトに師事した。1920年からブラティスラヴァスロヴァキア音楽学校でピアノをフリコ・カフェンダに、チェロをルドルフ・ルプニークに師事。卒業後の1924年にウィーン音楽院に留学して、チェロ、作曲、指揮のさらなる研究を続けた。
1929年にブラティスラヴァに戻って同市立音楽学校で教鞭を執る。この間にブダペストに赴き、エルンスト・フォン・ドホナーニに作曲を師事し、1933年にはブダペストのハンガリー放送交響楽団の初代指揮者に就任した。1945年にハンガリー放送交響楽団を退任し、1946年にはブラティスラヴァにおいてチェコスロヴァキア放送交響楽団の首席指揮者に就任した。1949年にスロヴァキア・フィルハーモニー管弦楽団の共同設立者に名を連ね、1952年までその初代監督を務めるが、1953年から1961年まで再び音楽監督に返り咲いた。1961年から1968年までチェコスロヴァキア放送交響楽団でも再び首席指揮者を務めた。晩年は、フランツ・シュミットの交響曲全集や、当時は終楽章が未発見のままだったアレクサンダー・フォン・ツェムリンスキーの交響曲第1番をデジタル録音している。

## 作品
- 管弦楽のためのディヴェルティメント（1932）
- 交響的組曲（1933）
- バレエ音楽『ブラチスラヴァの五月祭』組曲（1938）
- 大オーケストラのためのシンフォニエッタ（1993）
- インプレッション・ラプソディ（1995）